# Eudonia miantis
Eudonia miantis là một loài bướm đêm trong họ Crambidae.